# Йоахім Ернст (герцог Ангальтський)

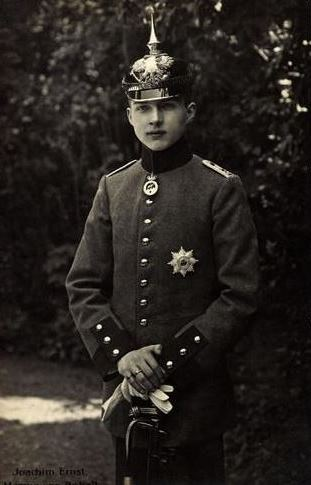
Принц Йоахім Ернст (травень 1918).

Герцог Йоахім Ернст Вільгельм Карл Альбрехт Леопольд Фрідріх Моріц Ердманн Ангальтський (нім. Joachim Ernst Wilhelm Karl Albrecht Leopold Friedrich Moritz Erdmann Herzog von Anhalt; 11 січня 1901, Дессау — 18 лютого 1947, Бухенвальд) — останній правитель Ангальта.

## Біографія
Син герцога Едуарда Ангальтського і його дружини Луїзи, уродженої принцеси Саксен-Альтенбурзької. Після смерті батька 13 вересня 1918 року успадкував трон, проте через неповноліття Йоахіма Ернста обов'язки герцога виконував його дядько, принц-регент Аріберт. Після Листопадової революції 12 листопада 1918 року принц Аріберт був змушений зректися престолу від імені племінника і всього Ангальтського дому. Решту життя герцог прожив в сімейному замку Балленштедт. 15 серпня 1939 року подав заявку на вступ в НСДАП, яка була прийнята 1 листопада (квиток №7 267 717), проте залишався переконаним противником нацизму. В січні 1944 року був заарештований та ув'язнений в концтаборі Дахау. У вересні 1945 року заарештований радянською окупаційною владою і був ув'язнений в концтаборі Бухенвальд, де помер від виснаження, викликаного важкими умовами ув'язнення.

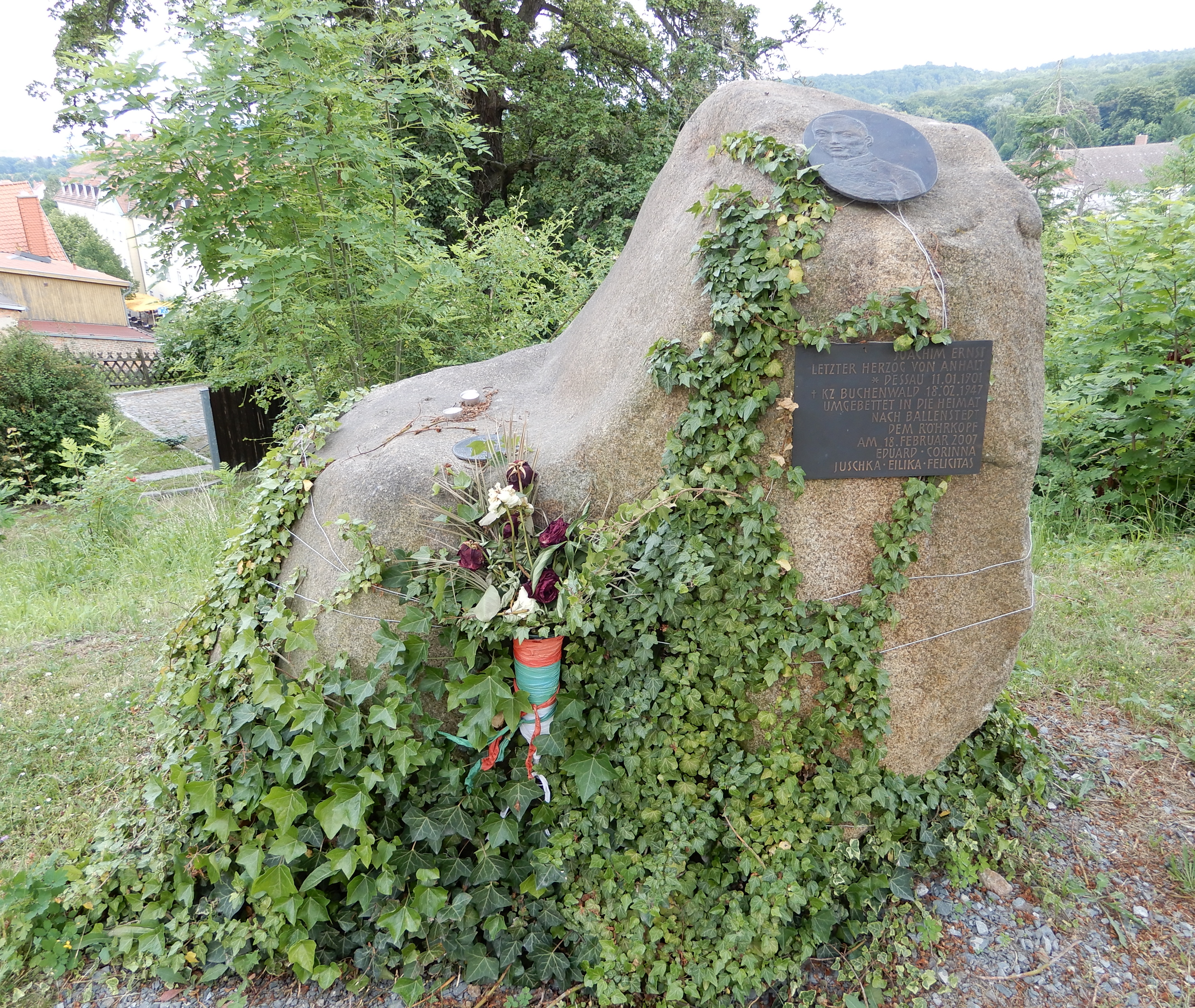
Пам'ятний камінь герцогу Йоахіму Ернсті в замку Балленштедт.

В 1992 році російська прокуратура визнала Йоахіма Ернста політв'язнем і реабілітувала. 18 лютого 2007 року відбулось символічне перепоховання герцога: урна із землею з Бухенвальдського цвинтаря була похована під пам'ятним каменем біля мисливського будинку Реркопф. Після продажу будинку в 2011 році пам'ятний камінь був перенесений в двір замку Балленштедт.

## Сім'я
Герцог Йоахім Ернст був одружений двічі. 3 березня 1927 року він одружився з Елізабет Штрікродт (1903—1971), але пара розлучилася в 1929 році. Шлюб був бездітним.
Вдруге герцог Йоахім Ернст одружився з Еддою-Шарлоттою фон Стефані-Марвіц (1905—1986) в замку Балленштедт 15 жовтня 1929 року. В пари народились 5 дітей:
- Марія Антуанетта (1930—1993)
- Анна Луїза (1933—2003)
- Леопольд Фрідріх (1938—1963)
- Едда (1940)
- Едуард (1941)

## Нагороди
- Орден Альберта Ведмедя, великий хрест
- Пам'ятна медаль «Дерево миру» особливого класу з рубінами (Словаччина; 11 січня 2021, посмертно) — нагороджений з нагоди 120-річчя з дня народження «у пам'ять» як жертва політичних репресій.[3]